# Мурло
Му́рло (італ. Murlo) — муніципалітет в Італії, у регіоні Тоскана,  провінція Сієна.
Мурло розташований на відстані близько 170 км на північний захід від Рима, 70 км на південь від Флоренції, 19 км на південь від Сієни.

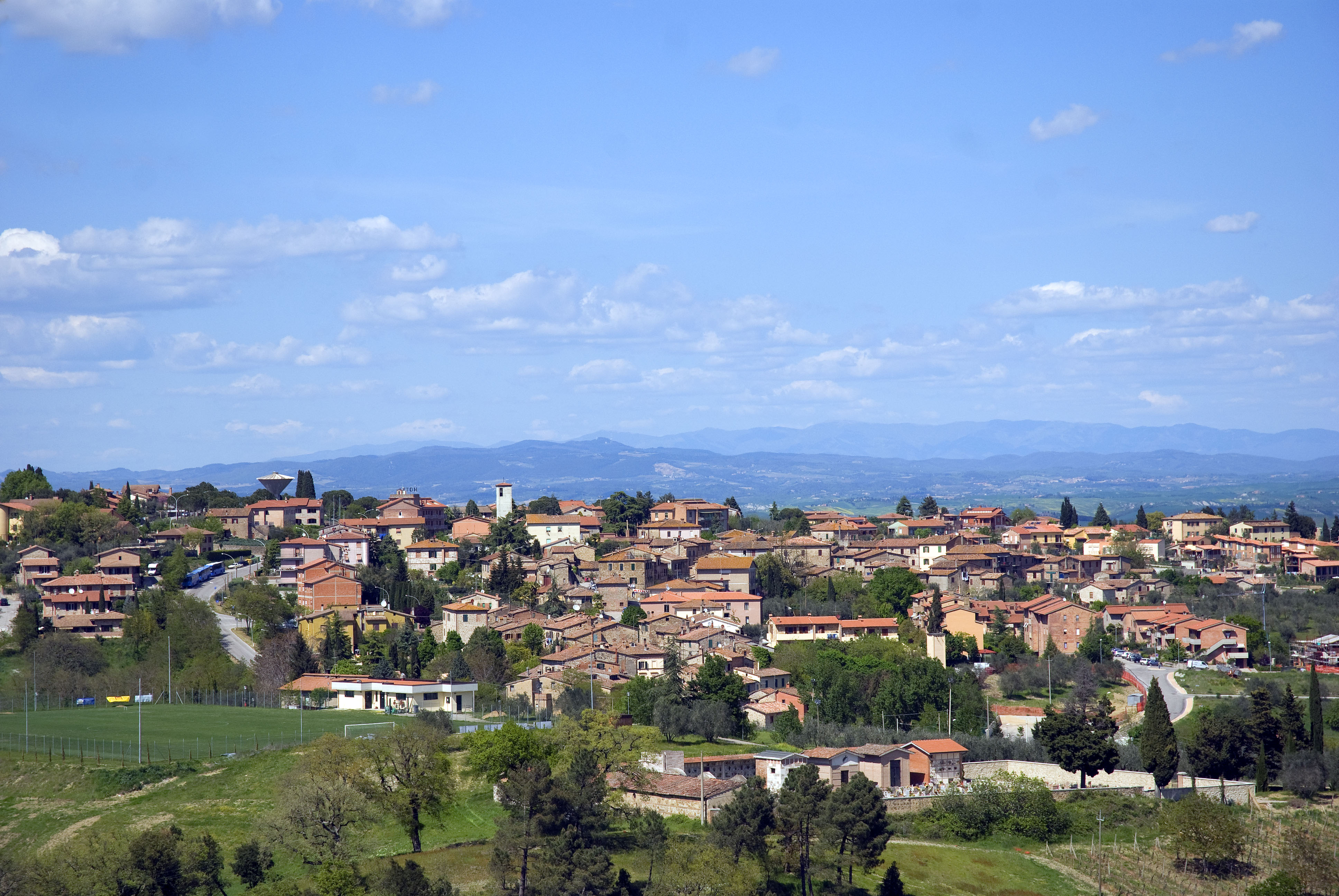

Населення — 2411 осіб (2014).

## Демографія
Населення за роками:

Станом на 1 січня 2023 року в муніципалітеті офіційно проживало 280 іноземців з 45 країн, серед них 68 громадян країн Євросоюзу та 2 громадяни України.

## Сусідні муніципалітети
- Буонконвенто
- Чивітелла-Паганіко
- Монтальчино
- Монтероні-д'Арбія
- Монтічано
- Совічилле